# Nicole Russell
Nicole Russell, duchesse de Bedford, plus connue en France comme Nicole Milinaire, née Nicole Schneider le 29 juin 1920 à Paris et morte le 6 septembre 2012 à Monte-Carlo, est l'une des premières femmes productrices de télévision en France. 

## Biographie
Nicole Schneider est l'aînée des enfants de Paul Schneider, as de l'aviation de la Première Guerre mondiale, et de Marguerite Durand, issue de la famille Crouzet de Rayssac des Roches. Peu après ses dix-huit ans, elle est mariée par ses parents à Henri Milinaire, un peintre plus âgé de 14 ans, issue d'une riche famille industrielle. Ils ont quatre enfants, Caterine Milinaire, Didier Milinaire, Gilles Milinaire et Anyes Milinaire, et trois petits enfants : Serafine Klarwein, Galaad Milinaire (fille de Gilles Milinaire et Manuella Papatakis, la fille d'Anouk Aimée) et Thea Milinaire. 
Nicole Milinaire devient productrice à la télévision française dans les années 1950. Elle est associée à Sheldon Reynolds sur les séries télévisées Sherlock Holmes et Foreign Intrigue. Elle produit en 1957 pour CBS la série Dick and the Duchess, avec Patrick O'Neal et Hazel Cour.
En 1960, elle épouse Ian Russell (13e duc de Bedford), dont c'est le troisième mariage. Elle ouvre et fait connaître au public l'une des premières maisons seigneuriales, l'Abbaye de Woburn. Elle est également l'auteur d'un livre best-seller.En juillet 1975 elle chante en duo avec Claude François dans l’émission Une heure avec. Le mariage dure jusqu'à la mort du duc en 2002. Nicole Russell, connue en Angleterre comme Nicole, duchesse de Bedford, soit la duchesse douairière de Bedford, meurt en septembre 2012, à 92 ans.